# Blanet
Blaneten sind Mitglieder einer hypothetischen Gruppe von extrasolaren Planeten, die Schwarze Löcher umkreisen.
Blaneten sind ähnlich wie Planeten, da sie sich vom Prinzip her so bilden wie andere Planeten. Sie sind schwer genug, um unter Einfluss der eigenen Schwerkraft eine runde Form anzunehmen, aber leicht genug, um keine Kernfusion zu beginnen. Eine Forschergruppe aus Japan vom „National Astronomical Observatory of Japan“ um Eiichiro Kokubo hat sich bereits 2019 mit Blaneten befasst.

## Etymologie
Das Team um Kokubo hat den Planeten des Schwarzen Lochs den Namen Blaneten gegeben. Das Wort ist eine Mischung aus „Black Hole“ (übersetzt Schwarzes Loch) und Planet.

## Entstehung
Der Gruppe um Kokubo zufolge bilden sich Blaneten hauptsächlich in der Nähe von Schwarzen Löchern mit mehreren Millionen Sonnenmassen. Nur in einer definierten Scheibe von ca. 0,3 Lichtjahren um das Schwarze Loch herum, in der sich Staubpartikel zu Planeten formen können, ist die Bildung von Blaneten möglich. Geben die Schwarzen Löcher einerseits zu viel Strahlung ab und stoßen die Partikel zu heftig aneinander, können sich keine Blaneten bilden. Wenn die Partikel aber andererseits zu wenig aneinanderstoßen, dann bilden sich auch keine Blaneten, sondern Braune Zwerge oder Sterne. Nur unter optimalen Bedingungen hält das Forscherteam die Bildung von Blaneten für möglich.

## Blaneten im Film
In dem Film Interstellar von 2014 des US-amerikanischen Regisseurs Christopher Nolan, wird die Möglichkeit einer Existenz von „Blaneten“ im Umkreis von Schwarzen Löchern thematisiert.
Fachlich beraten wurde er von dem Physiker Kip Thorne. Gargantua, das gigantische schwarze Loch im Film, gab einen Anstoß für eine Gruppe von Astrophysikern um Pavel Bakala († 2021) von der Schlesischen Universität Opava zu einem Gedankenexperiment, nämlich „Könnte ein kaltes schwarzes Loch (also konträr zu dem schwarzen Loch im Film) ebenfalls genug Energie zur Verfügung stellen, um in der Nähe befindliche Planeten bewohnbar zu machen oder Leben zu ermöglichen?“, wobei Bakal in Frage kommende Planeten als exoplanets bezeichnet.